# 小行星78118
小行星78118（78118 Bharat）是一颗绕太阳运转的小行星，为主小行星带小行星。该小行星于2002年7月4日发现。
該小行星以印度共和國的本名「Bhārat Gaṇarājya」命名。

## 轨道参数
小行星78118的轨道半长轴为2.5989281 UA，离心率为0.189。